# Гранитец
Гранитец (до 1934 г. Реджеб-махле, Троица 1934-1952 г.) е село в Югоизточна България. То се намира в община Средец, област Бургас.

## География
Село Гранитец е разположено в планината Странджа, на границата между област Бургас и област Ямбол. Намира се на 2 km от Синьо камене, на 8 km от Сливово, на 34 km от общинския център Средец и на 64 km от областния център Бургас.

## Население

### Етнически състав
Преброяване на населението през 2011 г.
Численост и дял на етническите групи според преброяването на населението през 2011 г.:
|                     | Численост |
| Общо                | 18        |
| Българи             | 18        |
| Турци               | -         |
| Цигани              | _         |
| Други               | -         |
| Не се самоопределят | -         |
| Неотговорили        | -         |